# Elpidia longicirrata
Elpidia longicirrata is een zeekomkommer uit de familie Elpidiidae.
De wetenschappelijke naam van de soort werd in 1971 gepubliceerd door George M. Belyaev.